# ジェイミー・ヴァンデラ
ジェイミー・ヴァンデラ（英語: Jaime Vendera、1969年 ‐ ）は、アメリカ合衆国のロックシンガー、ボイストレーナー。
2005年5月16日のディスカバリーチャンネルの『怪しい伝説』の3シーズン目に登場した際には、ワイングラスに触れずに声だけでワイングラスを粉砕するという技を見せた。これは、ジャズシンガーのエラ・フィッツジェラルドが「声でワイングラスを割った」という70年代に放送されたCMが元になっているが、この撮影時にはアンプを使っており、肉声で割ったのは彼が初である。番組司会者のアダム・サヴェッジによると、このときがカメラの前でのこの技の初披露だったという。
また、ボイストレーニングに関する著書も出版している。

## 著書
- Raise Your Voice, Voice Connection, 2000, ISBN 0-9749411-1-5
- The Ultimate Breathing Workout, Voice Connection, 2005, ISBN 0-9749411-4-X
- The Ultimate Vocal Workout Diary, Voice Connection, 2007, ISBN 0-9749411-5-8